# Lithophane tepida
Lithophane tepida là một loài bướm đêm trong họ Noctuidae.